# 葉山 (いわき市)
葉山（はやま）は、福島県いわき市の大字である。郵便番号は971-8187。

## 地理
いわき市南東部の小名浜地区に属する。南で泉町滝尻、北側を泉町本谷と隣接する。兼松によるいわきタウンズヴィルの造成に伴い、1999年に周囲の大字から分離新設された区域である。カーブを描きながら地区内を縦貫する市道いわきタウンズヴィル1号線の外周北側に一丁目、内周側に二丁目、外周南側に三丁目が置かれている。小名浜岡小名内に所在するいわき東警察署及び小名浜に所在する小名浜消防署がそれぞれ管轄にあたる。

### 主な字
字
- 一～三丁目

### 河川施設等
- 八郎堤

## 歴史
- 1999年 - いわきタウンズヴィル造成に伴い、泉町本谷、泉町滝尻より分離新設される[4]。

## 世帯数と人口
2023年10月31日現在の世帯数と人口は以下の通りである。
| 大字   | 世帯数  | 人口   |
| ------ | ------- | ------ |
| はやま | 536世帯 | 1640人 |

## 小・中学校の学区
市立小・中学校に通う場合、学区は以下の通りとなる。
| 番地 | 小学校               | 中学校             |
| ---- | -------------------- | ------------------ |
| 全域 | いわき市立泉北小学校 | いわき市立泉中学校 |

## 交通
- JR常磐線（西側の境界）

### 道路
- 福島県道20号いわき上三坂小野線（東側境界の一部）
- 市道いわきタウンズヴィル1号線（メインとなるアクセス路）

## 施設
- タウンズヴィル西公園
- タウンズヴィル南公園